# 多元射电联合干涉网
多元射电联合干涉网（英語：Multi-Element Radio Linked Interferometer Network，缩写为MERLIN）是一個分佈在英格蘭，由電波望遠鏡組成的干涉儀陣列。這個陣列由曼徹斯特大學在柴郡的焦德雷班克天文台代表科學和科技設施委員會（STFC）負責運行。
該陣列由多達七個電波望遠鏡組成，包括焦德雷班克的洛弗爾望遠鏡、馬克II (電波望遠鏡)、劍橋、烏斯特郡的德福、什羅普郡的諾肯、柴郡的達恩霍爾和皮克梅爾（以前稱為Tabley）。因此，最長的基線是217公里，MERLIN可以在151MHz至24GHz之間的頻率下運行。在波長為6cm（5GHz頻率），MERLIN的解析度為40毫微秒，與HST在光學波長下相當。
一些望遠鏡偶爾用於歐洲甚長基線干涉網（EVN）和甚長基線干涉量測（VLBI）觀測，以創建基線更長的干涉儀，提供更高角分辨率的影像。

## MTLRI

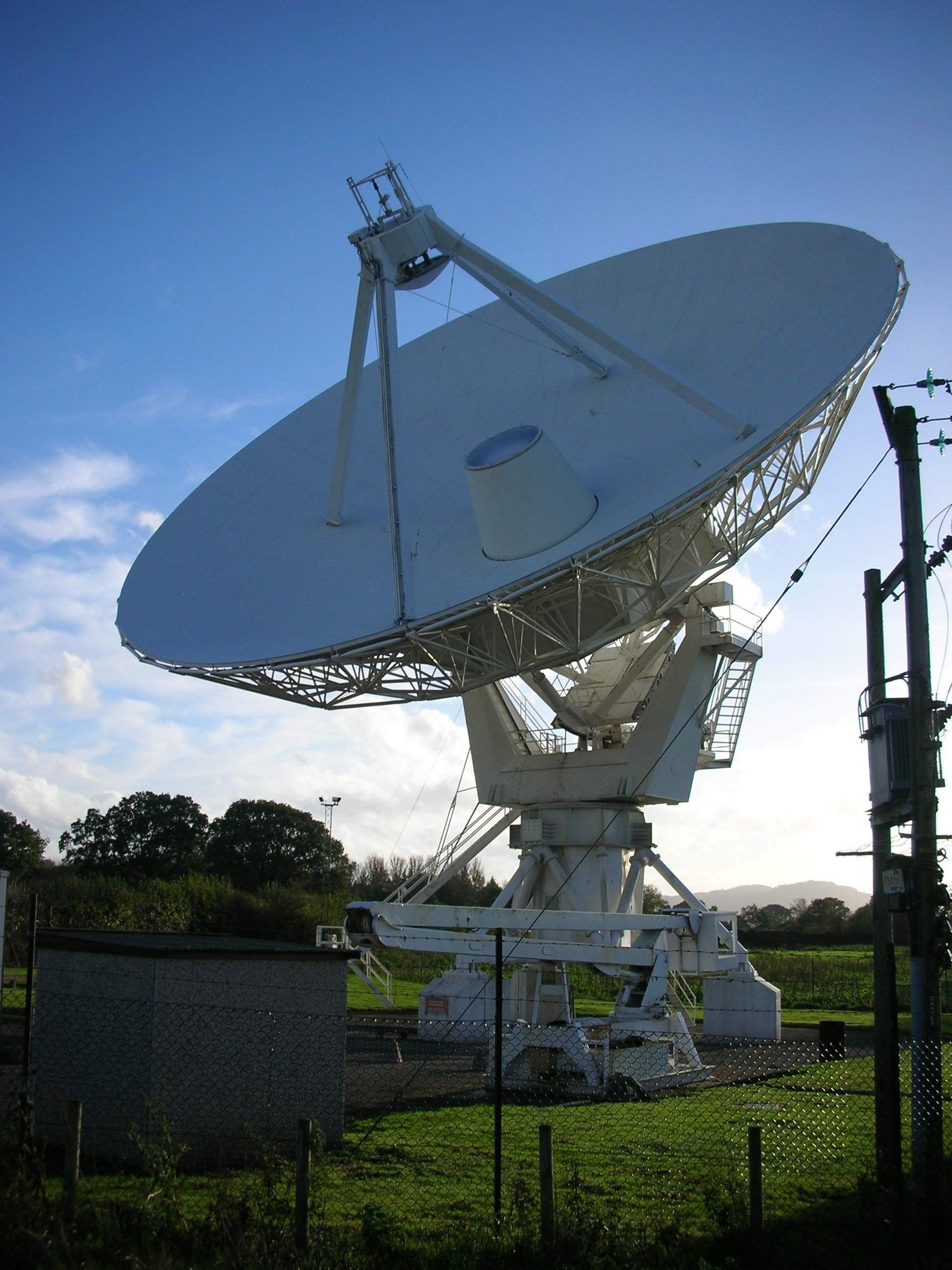
諾肯的電波望遠鏡。

1973年，亨利·普羅克托·帕爾默（Henry Proctor Palmer）提出了延長焦德雷班克（Jodrell Bank）當時已經存在的干涉儀連結的建議，這開始了望遠鏡陣列的規劃，1975年開始建設。該系統最初正式名稱為多望遠鏡無線電連結干涉儀（英語：Multi-Telescope Radio Linked Interferometer，縮寫為MTRLI），但通常以更簡單的名稱MERLIN來取代。它最初由76米洛弗爾望遠鏡或25米馬克II（電波望遠鏡），以及沃德爾的25米馬克III（電波望遠鏡），85英尺的德福，和諾肯（英語：Knockin）的新望遠鏡組成。這架新望遠鏡是根據雷神情報、資訊和服務公司（E-Systems）設計和建造的甚大天線陣中的望遠鏡設計，因此也是由E-System這家公司製造。
新望遠鏡的建造、微波通信連結的安裝和相關器的建造統稱為MERLIN專案的"第一階段"，該專案的資金於1975年5月30日獲得批准。新望遠鏡於1976年7月9日開始建造，並於1976年10月8日完工。1977年1月，該望遠鏡首次由焦德雷班克遠程控制。微波連結於1978年5月安裝，1980年1月和2月，首次使用該系統進行觀測：對30個遠距離電波源進行了量測。該系統第一階段的最終成本為2,179,000英鎊（1976年）。
該專案的第二階段新增了兩架額外的望遠鏡，以及它們與焦德雷班克的電波連接。雖然最初建議其中一架望遠鏡位於焦德雷班克，另一架位於達恩霍爾，但這兩架望遠鏡最終位於皮克梅爾；這兩架望遠鏡和諾肯的望遠鏡一樣。這兩架望遠鏡於1979年4月9日開始建造，並於1979年10月31日完工。皮克梅爾望遠鏡於1980年7月20日首次與MTRLI相連，隨後於1980年12月16日與達恩霍爾望遠鏡相連。第二階段於1981年12月31日正式完成，耗資3,,142210英鎊。
MTRLI的最長基線位於皮克梅爾和德福之間，長度為134公里。該陣列製作的第一張地圖於1980年11月6日出版。在運行的前兩年（1980-1982年），該陣列使用408MHz（分辨力為1弧秒）、1666MHz（分辨力0.25弧秒）和5GHz（分辨力0.08弧秒）的頻率進行觀測。
1987年，當馬克II (電波望遠鏡)的盤面被更換後，它可以在22GHz的頻率上與三台E-systems的望遠鏡一起使用，從而在該頻率上擴展MTRLI。1987年至1990年秋季，一英里望遠鏡的一個18米天線暫時用於MTRLI，這大大提高了它的分辨率。

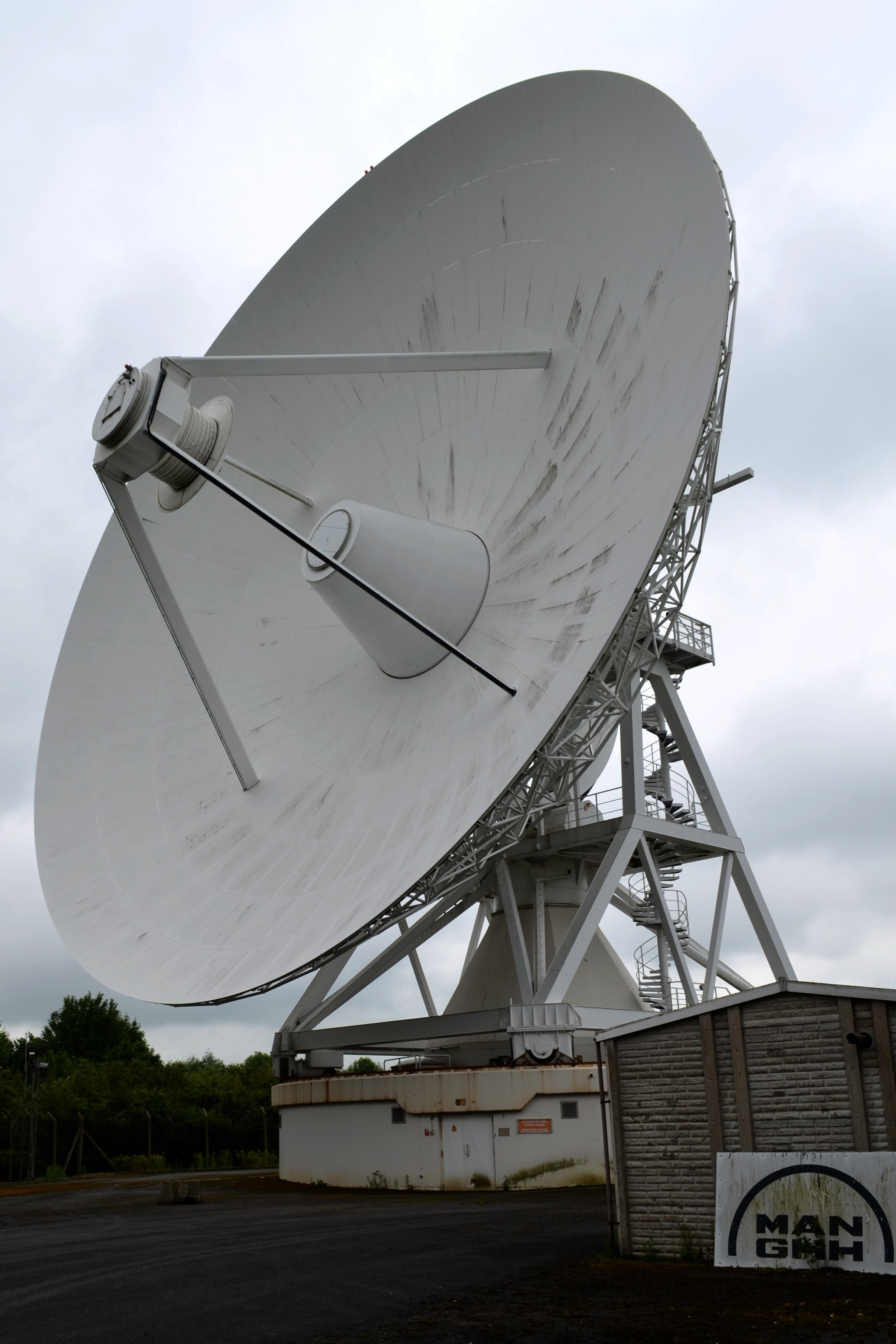
2014年6月的劍橋天線。

MTRLI在20世紀90年代初更名為MERLIN，不久之後，1991年專門建造的32m 劍橋天線新增了陣列的靈敏度和角分辨率。陣列還配置了一個新的相關器和新的冷卻接收器，並且改進了望遠鏡之間的一些微波連接，以便陣列能够觀察兩側的偏振。
自1996年以來，在每個E-systems望遠鏡和馬克II (電波望遠鏡)望遠鏡上安裝了不同接收器的旋轉盤（劍橋望遠鏡已經安裝了這樣的系統），提供了變更頻率的敏捷性。1997年和1998年，首次使用該陣列進行了雙頻（5GHz和22GHz）觀測。
有計劃在愛爾蘭建造一架望遠鏡，將其添加到陣列中。
| 原來的MTRLI望遠鏡    | 原來的MTRLI望遠鏡                                      |
| 名稱                 | 坐標 （連結至地圖和影像來源）                          |
| -------------------- | ------------------------------------------------------ |
| 洛弗爾望遠鏡         | 53°14′10.50″N 02°18′25.74″W / 53.2362500°N 2.3071500°W |
| 馬克II (電波望遠鏡)  | 53°13′51.62″N 02°18′34.16″W / 53.2310056°N 2.3094889°W |
| 馬克III (電波望遠鏡) | 53°06′09.16″N 02°31′15.63″W / 53.1025444°N 2.5210083°W |
| 德福                 | 52°05′27.61″N 02°08′09.62″W / 52.0910028°N 2.1360056°W |
| 諾肯                 | 52°47′23.9″N 02°59′44.9″W / 52.789972°N 2.995806°W     |
| 皮克梅爾             | 53°17′18.4″N 02°26′38.4″W / 53.288444°N 2.444000°W     |
| 達恩霍爾             | 53°09′21.6″N 02°32′03.3″W / 53.156000°N 2.534250°W     |

| 當前的MERLIN望遠鏡  | 當前的MERLIN望遠鏡                                     |
| 名稱                | 坐標 （連結至地圖和影像來源）                          |
| ------------------- | ------------------------------------------------------ |
| 洛弗爾望遠鏡        | 53°14′10.50″N 02°18′25.74″W / 53.2362500°N 2.3071500°W |
| 馬克II (電波望遠鏡) | 53°13′51.62″N 02°18′34.16″W / 53.2310056°N 2.3094889°W |
| 德福                | 52°05′27.61″N 02°08′09.62″W / 52.0910028°N 2.1360056°W |
| 諾肯                | 52°47′23.9″N 02°59′44.9″W / 52.789972°N 2.995806°W     |
| 皮克梅爾            | 53°17′18.4″N 02°26′38.4″W / 53.288444°N 2.444000°W     |
| 達恩霍爾            | 53°09′21.6″N 02°32′03.3″W / 53.156000°N 2.534250°W     |
| 劍橋                | 52°10′1.2″N 0°2′13.4″E / 52.167000°N 0.037056°E        |
| 貢希利衛星地球站    | 50°02′53″N 05°10′55″W / 50.04806°N 5.18194°W           |

## e-MERLIN
MERLIN從遠程站發回的天文數據使用微波連結。這些連結的頻寬有限，因此大量數據被丟棄。為了提高望遠鏡的靈敏度，連結被光纖鏈路取代，頻寬成為4GHz。與原本的30MHz的限制比較，將陣列的靈敏度提高約30倍。數據的大量新增意味著舊的相關器（correlator）不再能够處理，因此構建了一個新的相關器，能够處理超過200Gbit/s的數據。
作為升級的一部分，另一個主要發展是頻率靈活性，即能夠使用接收器的旋轉轉盤，在幾分鐘內就改變整個陣列的觀測波段。陣列中的一些望遠鏡原本就已經具備了這種能力，而其它望遠鏡則需要工程師來更換接收器。當e-MERLIN投入開始運行時，望遠鏡能够在1.4、5、6和22GHz之間快速切換。這是必要的功能，以便在大氣條件可能嚴重影響結果的情况下，能使用條件最佳的高頻觀測。
e-MERLIN的升級工作於2004年5月開始，並已於2009年完成。